# Сааремяги, Август Тынисович
Август Тынисович Сааремяги (эст. August Saaremägi; 7 февраля 1921, Пярну, Эстонская республика — 10 марта 1986, Таллин, Эстонская ССР) — эстонский советский журналист, редактор, политик, общественный деятель. Почётный журналист Эстонской ССР (1972).

## Биография
Участник Великой Отечественной войны. В 1955—1981 годах работал ответственным редактором газеты «Рахва Хяэль» («Голос народа»), печатного органа Совета Министров Эстонской ССР и Центрального Комитета Коммунистической партии Эстонии.
С 19 января 1956 по 28 января 1981 года — член ЦК КП Эстонии. С 20 января 1956 по 7 декабря 1962 года являлся
кандидатом в члены Бюро ЦК КП Эстонии.
Председатель Союза журналистов Эстонской ССР (1959—1981). Секретарь Союза журналистов СССР с 1959 года.
Депутат Верховного Совета Эстонской ССР созыва 1959, 1963, 1967, 1971, 1975, 1980 годов.
Член комиссии по культуре и общественному образованию Верховного Совета Эстонии 1959 года созыва. В 1960 году возглавлял делегацию советских журналистов в Венгрии.
Автор нескольких книг и переводов с русского на эстонский язык. (К. Симонов «Разные дни войны», А. Чаковский «Победа» и др.)

## Избранные произведения
- Rahva-Hiina tänasest ja homsest (1959)
- Teekond Fudžijamamaale (1964)
- Reis Fudžijama maale

## Награды
- Орден Ленина
- Орден Отечественной войны II степени
- Орден Трудового Красного Знамени
- Орден Дружбы народов
- Орден «Знак Почёта»
- Медаль «За боевые заслуги»